# Coleophora sivandella
Coleophora sivandella é uma espécie de mariposa do gênero Coleophora pertencente à família Coleophoridae.